# XXI Corpo de Montanha (Alemanha)
O XXI Corpo de Montanha (em alemão:XXI. Gebirgs-Armeekorps) foi um Corpo de Exército alemão que operou durante a Segunda Guerra Mundial.

## Comandantes
| Comandante                                  | Data                                         |
| ------------------------------------------- | -------------------------------------------- |
| General der Artillerie Paul Bader           | 25 de agosto de 1943 - 10 de outubro de 1943 |
| General der Panzertruppen Gustav Fehn       | 10 de outubro de 1943 - 1 de agosto de 1944  |
| General der Infanterie Ernst von Leyser     | 1 de agosto de 1944 - 29 de abril de 1945    |
| General der Infanterie Hartwig von Ludwiger | 29 de abril de 1945 - 8 de maio de 1945      |

## Chiefs of Staff
| Oberst Eberhard Kaulbach | 15 de agosto de 1943 - 5 de março de 1944 |
| Oberst Franz von Klocke  | 5 de março de 1944 - maio de 1945         |

## Oficiais de operações
| Major Hans Rasch     | 15 de agosto de 1943 - 15 de dezembro de 1944 |
| Major Klaus Schubert | 15 de dezembro de 1944 - maio de 1945         |

## Área de operações
| Bálcãs | agosto de 1943 - maio de 1945 |